# شهرک اورنگی
اورنگی تاون (به انگلیسی: Orangi Town) یک منطقهٔ مسکونی در پاکستان است که در کراچی واقع شده‌است. اورنگی تاون ۵۶٫۹۸ کیلومتر مربع مساحت و ۱٬۵۴۰٬۴۲۰ نفر جمعیت دارد.